# Sound of Cherona
Sound of Cherona jest to debiutancki album niemieckiej grupy popowej Cherona

## Lista utworów
Album zawiera 12 utworów:
- Sound Of Africa (Heyama)
- Ching Chang Chong
- Dragonfly
- Rigga-Ding-Dong-Song
- Dancing In The Rain
- In The Middle Of Now
- Standing Together
- Golden Sky
- Discotheque
- Hurry Up (S.O.S.)
- Spaceman
- Time For Summer Holidays